# واساي

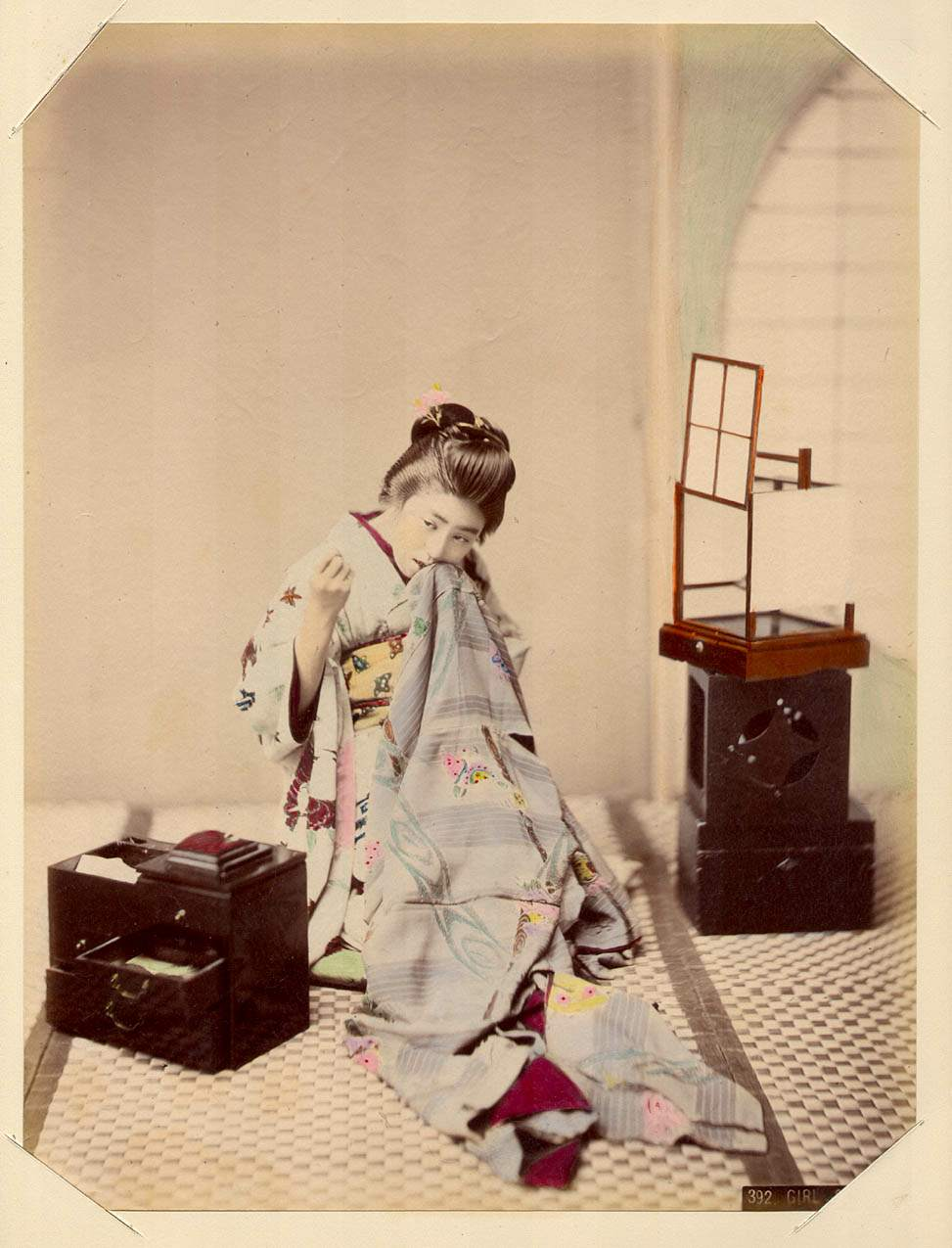

واساي (باليابانية: 和裁) هي حرفة لصناعة الكيمونو والملابس اليابانية التقليدية. أصل الكلمة هي كلمتي «وافوكو» (和服) والتي تعني «ملابس يابانية» و «سايهو» (裁縫) والتي تعني خياطة، أي بمعنى خياطة الملابس اليابانية.